# Light Car Company

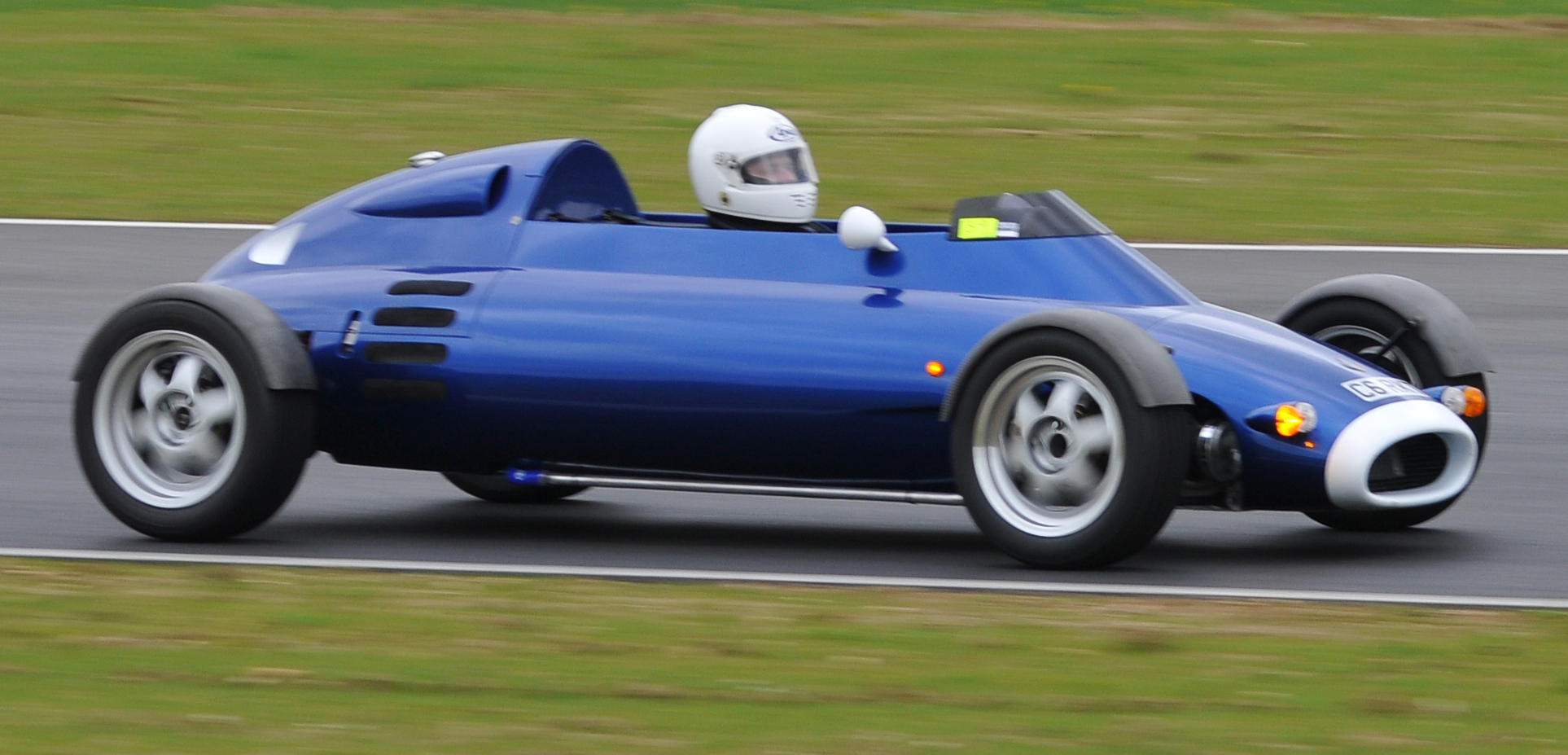
Light Car Company Rocket

Die Light Car Company war ein britischer Hersteller von Automobilen.

## Unternehmensgeschichte
Gordon Murray und Chris Craft gründeten 1991 das Unternehmen in St Neots und begannen mit der Produktion von Automobilen. Der Markenname lautete Light Car Company. 1998 endete die Produktion. Insgesamt entstanden 55 Fahrzeuge.

## Fahrzeuge
Das einzige Modell war der Rocket. Das Fahrzeug war noch extremer auf Leichtbau ausgelegt als der Lotus Seven. Die offene, türlose Karosserie bot Platz für zwei Personen. Ein Rohrrahmen bildete das Fahrgestell. Ein Einbaumotor von Yamaha mit 1000 cm³ Hubraum und wahlweise 143 PS oder 165 PS trieb das Fahrzeug an. Die Höchstgeschwindigkeit war mit 230 km/h für das schwächere Modell angegeben. Bei einem Radstand von 2413 mm war das Fahrzeug 3518 mm lang, 1600 mm breit und 914 mm hoch.
Rocket R & D Limited versuchte 2007 eine Neuauflage des Fahrzeugs.